# Phyllomacromia sylvatica
Phyllomacromia sylvatica é uma espécie de libelinha da família Corduliidae.
Pode ser encontrada nos seguintes países: Quénia, Tanzânia e Uganda.
Os seus habitats naturais são: florestas subtropicais ou tropicais húmidas de baixa altitude e rios.
Está ameaçada por perda de habitat.